# Quirima
Quirima és un municipi de la província de Malanje. Té una extensió de 10.077 km² i 22.250 habitants. Comprèn les comunes de Quirima i Sautar. Limita al nord amb el municipi de Cambundi Catembo, a l'est amb el de Cacolo, al Sud amb el de Cuemba, i a l'oest amb el de Luquembo.